# José Feliciano
José Montserrate Feliciano García (Lares, Porto Rico, 10 de setembro de 1945) é um cantor e violonista porto-riquenho radicado nos Estados Unidos continental.
Jose Feliciano nasceu cego, em uma família pobre, com mais onze irmãos. Aprendeu sozinho a tocar acordeão, e aos nove já tocava no "The Puerto Rican Theater", no Bronx, Nova Iorque, para onde sua família havia emigrado quando ele tinha cinco anos. Sempre autodidata, passou a praticar o violão, tendo como professor apenas alguns discos. Ganhou vários prêmios e homenagens. Feliciano é considerado como o primeiro músico latino a penetrar no mercado de música de língua inglesa, abrindo caminho para outros após ele.

## Carreira
Já na adolescência, começou a tocar para ajudar a família. O primeiro salto na carreira profissional ocorreu em um festival em Mar del Plata, Argentina, onde foi visto por um executivo da RCA, que o incentivou a gravar um disco com músicas hispânicas, dando origem aos singles Poquita Fe e Usted. Sua fama alastrou-se com o lançamento de " Light My Fire " ( Doors Music Co. ASCAP 1 de junho de 1968 ).

### Prêmios e homenagens
José Feliciano, ao longo de sua carreira, recebeu 45 discos de ouro e platina; foi indicado 16 vezes para o Grammy, recebendo o prêmio em seis ocasiões, a mais recente delas em fevereiro de 2009, pelo álbum "Senor Bachata". Em 1996, uma escola pública do Harlem foi renomeada "The Jose Feliciano Performing Arts School" pela prefeitura de Nova Iorque e, em 2001, Feliciano recebeu o "Doutorado em Letras Humanas" pela Universidade Sagrado Coração, em Fairfield, Connecticut.

## Discografia

### Inglês/internacional
| - 1964 The Voice and Guitar of Jose Feliciano - 1965 Fantastic Feliciano - 1966 A Bag Full of Soul - 1968 Feliciano! - 1968 Souled - 1969 Feliciano - 10 to 23 - 1969 Alive Alive-O! - 1970 Fireworks - 1970 Christmas Album - 1971 Encore! - 1971 Ché Sarà - 1971 That the Spirit Needs - 1972 Sings - 1972 Memphis Menu - 1973 Compartments | - 1974 For My Love, Mother Music - 1974 And The Feeling's Good - 1975 Just Wanna Rock and Roll - 1976 Angela - 1977 Sweet Soul Music - 1981 Jose Feliciano - 1983 Romance In The Night - 1989 I'm Never Gonna Change - 1990 Steppin' Out - 1996 Present Tense - 1996 On Second Thought - 2000 The Season Of your Heart - 2006 Six String Lady (the instrumental álbum) - 2007 Soundtrax of My Life |

### Espanhol
| - 1966 El Sentimiento La Voz y la Guitarra - 1966 La Copa Rota - 1967 Sombra - 1967 ¡El Fantástico! - 1967 Mas Éxitos de José - 1968 Felicidades Con Lo Mejor de José Feliciano - 1968 Sin Luz - 1971 En Mi Soledad - No Llores - 1971 José Feliciano Dos Cruces - 1971 José Feliciano January 71 - 1971 José Feliciano Canta Otra - 1982 Escenas de Amor - 1983 Me Enamoré | - 1984 Como tú quieres - 1985 Ya soy tuyo - 1986 Te amaré - 1987 Tu inmenso amor - 1990 Niña - 1992 Latin Street - 1996 Americano - 1998 Señor Bolero - 2003 Señor Bolero 2 - 2004 Guitarra Mía Tribute - 2004 A México, con amor - 2007 Senor Bachata |